# Littérature britannique
 (juillet 2013).

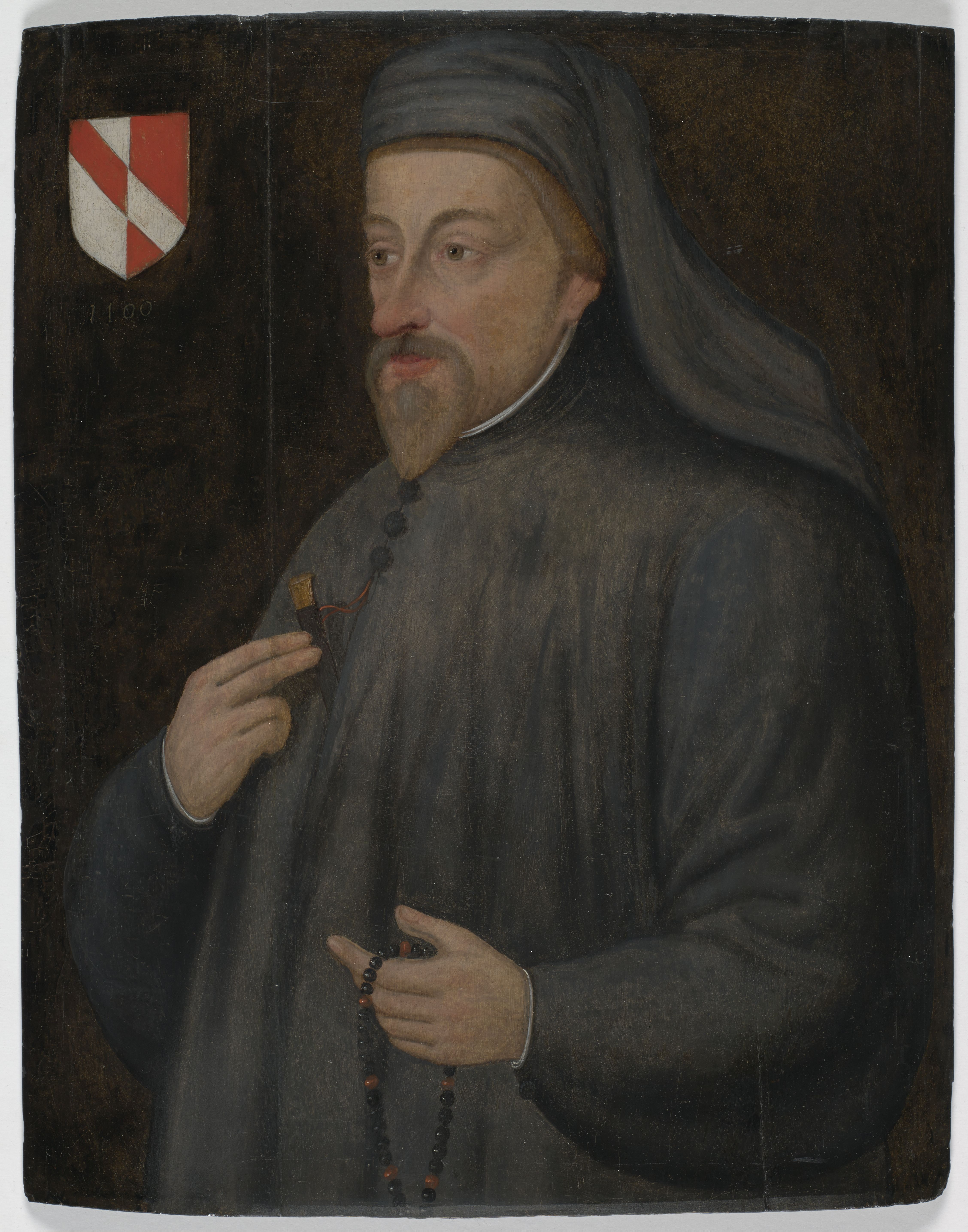
Geoffrey Chaucer (v. 1343-1400), le « Père de la littérature anglophone ».

La littérature britannique est la littérature du Royaume-Uni, de l'île de Man et des Îles Anglo-Normandes. Elle comprend la littérature anglaise, d'Irlande du Nord, écossaise et galloise. Par extension, on peut aussi y inclure la littérature produite dans l'ensemble des Îles Britanniques, c'est-à-dire également la littérature irlandaise, bien que cette question puisse prêter à controverse. En effet, les écrivains irlandais ont joué un rôle important dans le développement de la littérature en Angleterre et en Écosse, et l'Irlande a été associée à la Grande-Bretagne au sein d'une même entité politique, le Royaume-Uni de Grande-Bretagne et d'Irlande pendant la totalité du XIXe siècle et jusqu'à la fin de 1922, correspondant à une période de productivité littéraire intense.
Une vaste majorité de la littérature britannique a été écrite en langue anglaise, cette dernière tendant à s'étendre géographiquement en raison de son utilisation dans les anciennes colonies britanniques. En outre, l'histoire de la littérature britannique inclut des écrits rédigés en diverses autres langues, telles que l'anglo-normand, l'anglo-saxon (ou vieil anglais), le cornique, le guernesiais, le jersiais, le latin, le mannois, le scots, l'écossais, le gaélique, le gallois parmi d'autres. La littérature d'Irlande du Nord comprend des écrits en anglais, irlandais et scots de l'Ulster. La littérature de langue celtique est la plus ancienne littérature en langue vernaculaire persistant en Europe.

## L’identité britannique
Les définitions de la littérature britannique sont conditionnées par les fluctuations historiques de l’identité britannique. Les consciences changeantes des identités nationales anglaise, écossaise et galloise, et les effets de l’impérialisme britannique ont modifié les manières dont les littératures des différentes îles Britanniques ont interagi entre elles. L’impact du nationalisme irlandais, qui conduisit à la partition de l’Irlande en 1921, fait que la littérature irlandaise n’est en général pas considérée comme britannique, bien que l’identité de la littérature de l’Irlande du Nord, en tant que composante de la littérature du Royaume-Uni, puisse se situer entre les identités des littératures irlandaise et britannique, où « la dénomination du territoire a toujours été dans les contextes littéraires, géographiques ou historiques, un acte chargé de sens politique ».
La littérature galloise en langue anglaise (anciennement dénommée la « littérature anglo-galloise » (« Anglo-Welsh literature ») est constituée des œuvres écrites en anglais par des écrivains gallois, en particulier s’il s’agit de sujets ayant trait au Pays de Galles. Elle n’a été reconnue comme entité distincte qu’au XXe siècle. La nécessité d’une identité séparée pour ce type de littérature s’est fait sentir en raison du développement parallèle de la littérature galloise écrite en gallois.
L’étiquette de « frange celtique » (celtic fringe) appliquée aux territoires non anglais ou non anglophones pour marginaliser ces cultures a été analysée comme une attitude coloniale et les littératures écossaise, irlandaise et galloise peuvent être étudiées à travers une méthodologie post-coloniale. Cependant, l’héritage de la Grande-Bretagne se maintient partout dans le monde, car une histoire commune de présence et d’influence culturelle britannique dans les nations du Commonwealth a généré une vaste production écrite en anglais et en de nombreuses autres langues,.

### Littérature calédonienne
La littérature « britannique » peut désigner la littérature issue de la « Grande-Bretagne » politique, c'est-à-dire le Royaume-Uni, mais aussi de l’île de Grande-Bretagne, dont l’archipel des Hébrides ne fait pas nécessairement partie suivant que l’on considère les formations géographiques ou géologiques.
Du point de vue de l'histoire de la littérature, le qualificatif « britannique » peut aussi se référer à la Bretagne de l'antiquité, territoire auquel la Calédonia n’a jamais appartenu, ni politiquement, ni linguistiquement. De plus, contrairement à la Bretagne, la Calédonie n'a jamais été colonisée par les Romains. C'est pourquoi le qualificatif anglais Caledonian a parfois été employé pour évoquer cet aspect complexe et ambigu de l'identité écossaise,,.
Il faut donc bien garder à l'esprit que le terme littérature « britannique » désigne un vaste corpus rassemblant des textes de langues de natures très différentes. La littérature gaélique écossaise, par exemple n’a de réellement « britannique » que la nationalité officielle des auteurs.

## Littérature britannique ancienne et médiévale tardive: 449-1500

### Littérature en latin

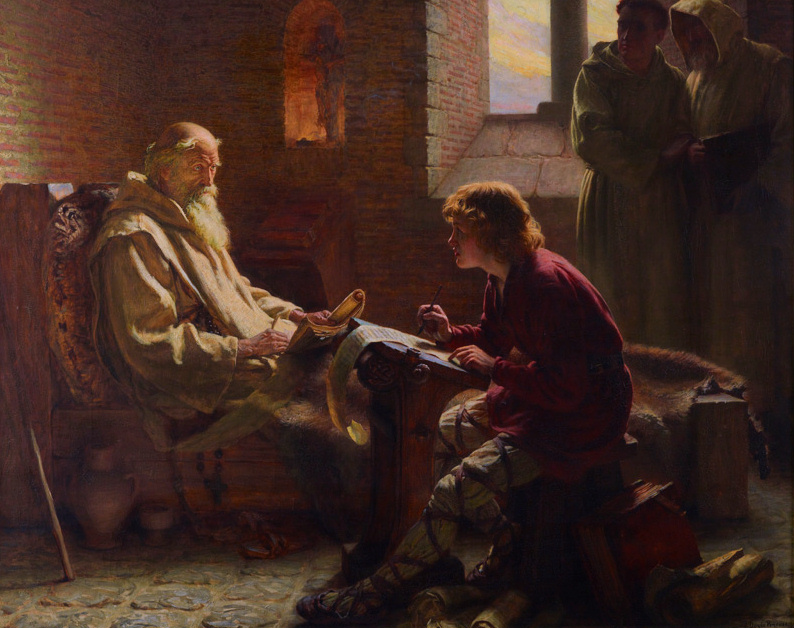
Bède le Vénérable sur son lit de mort, dictant sa traduction de l'évangile selon Saint Jean, par J. Doyle Penrose. Tableau de 1902.

- Littérature anglo-latine, Hiberno-latin

Deux chroniqueurs et ecclésiastiques, Bède le Vénérable (672/3-735), avec son Historia ecclesiastica gentis Anglorum (Histoire ecclésiastique du peuple anglais), et Gildas le Sage (vers 500-570), avec son De excidio et conquestu Britanniae (Sur la ruine et la plainte de la Bretagne), ont été des figures marquantes de la littérature latine de la Britannia, dans les siècles ayant suivi la chute de l'Empire romain.
L'œuvre la plus importante du Haut Moyen Âge écossais est due à Saint Adomnán (627/8-704). Il s'agit de la Vita Columbae (Vie de Colomba), une hagiographie de Colomba d'Iona qui est en même temps une source essentielle pour la connaissance des Pictes. On y trouve aussi un aperçu de la vie à l'abbaye d'Iona et de la condition des moines dans le Haut Moyen Âge gaélique, ainsi que, pense-t-on, la première référence au monstre du Loch Ness.
Écrite juste après la Vita Columbae d'Adomnán ou peut-être contemporaine, la Vita Sancti Cuthberti (vers 699-705) est le premier texte latin de Northumbrie et aussi le premier texte hagiographique latin d'Angleterre.
L'Historia Brittonum, composée au IXe siècle, est traditionnellement attribuée à Nennius. Elle est la source la plus ancienne présentant le roi Arthur en tant que personnage historique, et la source aussi de plusieurs histoires reprises et répandues par des auteurs postérieurs.
Le latin a continué à être utilisé comme langue d'apprentissage par les élites, longtemps après l'adoption des langues vernaculaires comme langues liturgiques par la Réforme. En Écosse, le latin a prospéré comme langue littéraire jusqu'au XVIIe siècle : des écrivains écossais écrivant en latin ont pu s'adresser à leur public sur un pied d'égalité dans une langue de prestige, sans se sentir gênés par leur maîtrise moins sûre de l'anglais.
Utopia est une œuvre de fiction et de philosophie politique de Thomas More (1478-1535), publiée en 1516. Le livre, écrit en latin, est un récit narratif présentant principalement une société vivant sur une île fictive, avec ses coutumes religieuses, sociales et politiques.
New Atlantis ou la Nouvelle Atlantide est un roman utopique de Sir Francis Bacon (1561-1626), publié en latin sous le titre de Nova Atlantis en 1624, et en anglais en 1627. Dans cette œuvre, Bacon dépeint une vision de l'avenir de la découverte et de la connaissance, exprimant ses aspirations et ses idéaux pour l'humanité. Le roman décrit la création d'un pays utopique où « la générosité et l'illumination, la dignité et la splendeur, la piété et l'esprit civique » sont les qualités communes des habitants de la mythique Bensalem. Le projet et l'organisation de son collège idéal, la Maison de Salomon (ou Maison de Solomon), envisageaient une université de recherche moderne, dévolue aux deux sortes de sciences, pures et appliquées.
L'Écossais George Buchanan (1506-1582) est, à la Renaissance, l'écrivain britannique le plus réputé hors des îles britanniques : il est alors considéré comme le meilleur poète latin depuis l'Antiquité. Ses œuvres font le tour de l'Europe, comme il l'a fait lui-même.
Parmi les poètes utilisant le latin on trouve, au XVIIe siècle, George Herbert (1593-1633) (qui a aussi écrit des poèmes en grec), et John Milton (1608-1674).
L'ouvrage De Cive du philosophe Thomas Hobbes (1588-1679), paru en 1642, est encore rédigé en latin. Cependant, les habitudes évoluent et à partir du XVIIIe siècle, la tendance se fait nettement vers l'utilisation des langues nationales (comme c'était déjà le cas dans la littérature du mouvement religieux protestant) et finit par atteindre les milieux universitaires : un exemple de cette transition est celui d'Isaac Newton qui rédige ses premiers travaux en latin avec ses  Philosophiae Naturalis Principia Mathematica (1687) et dont les dernières œuvres sont écrites en anglais, avec Opticks (1704).

### Littérature celtique primitive

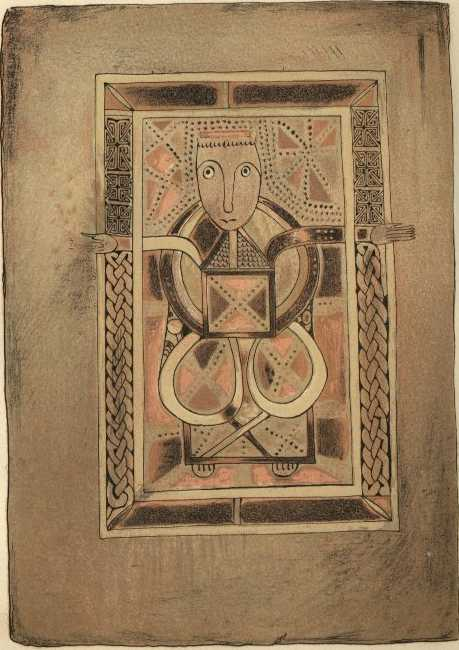
Verso du feuillet 29 du Livre de Deer (Bibliothèque de l'université de Cambridge, MS. II.6.32), représentant un portrait de Saint Luc.

La langue et la littérature gaéliques d'Irlande s'installent dans l'Ouest de l’Écosse entre le IVe et le VIe siècle. Jusqu'au développement d'une littérature gaélique d’Écosse à l'identité propre, l'Irlande et l’Écosse partagent une culture littéraire commune. La langue littéraire gaélique utilisée en Écosse et héritée de l'Irlande est parfois nommé gaélique classique. La mission hiberno-écossaise du VIe siècle propage le christianisme et installe des monastères et des centres d'écriture. La littérature gaélique d’Écosse inclut une célébration, attribuée au moine irlandais Adomnán, de la victoire du roi Brude III des Pictes (671-93) sur les Northumbriens à la bataille de Nechtansmere en 685. On n'a pas retrouvé de trace de poésie écrite en picte, la langue brittonique alors parlée en Écosse et aujourd’hui disparue. Cependant, on a retrouvé de la poésie composée en gaélique pour des rois pictes. Au IXe siècle, les galéophones contrôlent le territoire picte et le gaélique est parlé et employé comme langue littéraire à travers toute l’Écosse. Néanmoins, les échanges culturels entre l’Écosse et l'Irlande sont importants : des poètes irlandais composent pour des patrons écossais et inversement. Le Livre de Deer, un évangéliaire écrit en latin du Xe siècle et porteur d'annotations en latin, en vieil irlandais et en gaélique écossais datant du début du XIIe siècle, est connu pour contenir les plus anciennes traces attestées d'écriture gaélique d’Écosse.
En littérature celtique galloise, la période avant 1100 est connue sous le nom de période Y Cynfeirdd (« les premiers poètes ») ou Yr Hengerdd (« la vieille poésie »). Elle s’étend approximativement de la naissance du gallois jusqu'à l'arrivée des Normands au Pays de Galles vers la fin du XIe siècle. Y Gododdin est un poème médiéval gallois constitués d'une série d'élégies aux hommes du royaume brittonique de Gododdin et ses alliés qui, selon l'interprétation conventionnelle, sont morts en combattant les Angles de Deira et de Bernicia à Catraeth aux alentours de 600 av. J.-C. Il est traditionnellement attribué au barde Aneirin et n'existe plus que dans un seul manuscrit, connu sous le nom de Livre d'Aneirin. Le poème est écrit dans un manuscrit de la seconde moitié du XIIIe siècle et on situe sa composition quelque part entre le VIIe siècle et le début du XIe siècle. Le texte est écrit pour partie en moyen gallois, pour partie en vieux gallois. L'estimation la plus ancienne situe sa composition orale peu après la bataille, probablement dans le Hen Ogglend (« le vieux Nord »), en cambrien, une variété de langue brittonique. D'autres travaux considèrent le poème comme l’œuvre d'un poète du pays de Galles, composé au IXe, Xe ou XIe siècle. Même une date d'écriture située au IXe siècle en ferait l'un des plus vieux textes de poésie galloise encore conservés.

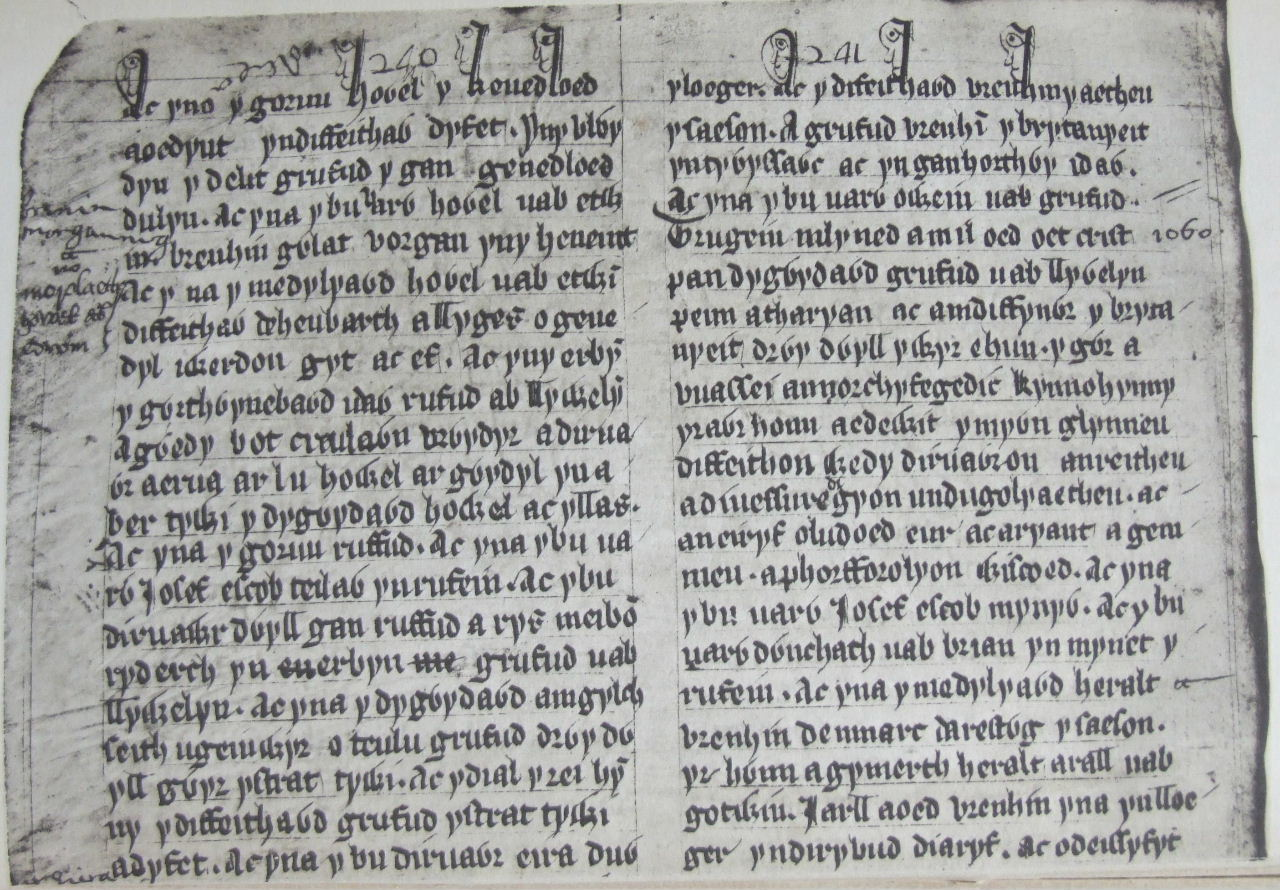
le Livre Rouge de Hergest (Llyfr Coch Hergest), rédigé en moyen gallois entre 1382 et 1410, est l'une des deux sources du Mabinogion.

Le nom Mabinogion est un terme commode pour désigner un ensemble de onze histoires en prose colligées à partir de deux manuscrits en gallois médiéval, le Livre Blanc de Rhydderch (Llyfr Gwyn Rhydderch) (1350 environ) et le Livre Rouge de Hergest (Llyfr Coch Hergest) (1382–1410). Ils sont écrits en moyen gallois, la langue littéraire commune entre la fin du XIe siècle et le XIVe siècle. Ils comprennent les quatre récits qui forment le Pedair Cainc y Mabinogi (« Les Quatre Branches du Mabinogi »). Ces récits s'appuient sur la mythologie celtique pré-chrétienne, des motifs de contes internationaux et d'anciennes traditions historiques médiévales. Bien que certains détails puissent remonter à des traditions plus anciennes que l'Âge du Fer, chacun de ces récits est le produit d'une tradition narrative galloise médiévale très élaborée, tant sur le plan oral que sur le plan écrit. Vers le milieu du XIe siècle, Charlotte Guest est la première à publier des traductions anglaises de ces textes et popularise le terme Mabinogion.
On n'a pas conservé de textes de la littérature de Cornouailles de la période cornique primitive (600-800 ap. J.-C. environ). La plus ancienne trace écrite en cornique retrouvée à ce jour date du IXe siècle. Il s'agit d'une glose dans un manuscrit latin de la Consolation de Philosophie, qui emploie les mots ud rocashaas (« Il [l'esprit] détestait les endroits lugubres »).

### Ancienne littérature norroise
Entre le VIIIe et le XVe siècle, les colons vikings et norrois, ainsi que leurs descendants, colonisent une partie de ce qui est aujourd'hui l’Écosse. On a conservé d'anciens poèmes norrois de cette période. La Saga des Orcadiens ou Saga des comtes des Orcades (Orkneyinga saga) est un récit de l'histoire des Orcades, de leur capture par le roi de Norvège au IXe siècle jusqu'à environ 1200. Le poète George Mackay Brown (1921-1996) a été influencé par cette saga, notamment dans son roman de 1973, Magnus. La saga islandaise de Njáll le Brûlé prend place entre autres dans les Orcades et au pays de Galles. En dehors de ces sagas islandaises, on a conservé quelques exemples, parfois fragmentaires, de vieille poésie norroise composée en Écosse. Parmi les inscriptions runiques de Maeshowe, on a identifié un texte en vers libre. Les contacts culturels avec la Scandinavie dans le Danelaw ont aussi laissé leur empreinte dans la littérature. Höfuðlausn ou « le sauvetage de la tête » est un poème scaldique en l'honneur du roi Éric Ier de Norvège, attribué à Egill Skalla-Grímsson.

### Littérature vieil-anglaise: 449-1100

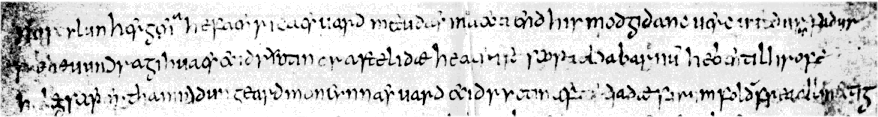
Copie de lHymne de Caedmon inclus dans le Moore Bede (vers 737) conservé à la bibliothèque universitaire de Cambridge.

La littérature vieil-anglaise ou littérature anglo-saxonne est la littérature écrite en vieil anglais en Angleterre anglo-saxonne, durant la période allant de l'installation des Saxons et d'autres tribus germaniques comme les Jutes et les Angles en Angleterre après le retrait des Romains, autour de 450, jusqu'à peu après la conquête normande de 1066, autour de 1100-1150. Elle comprend entre autres des poèmes épiques, des hagiographies, des sermons, des traductions de la Bible, des documents légaux, des chroniques, des énigmes. On a retrouvé environ 400 manuscrits de cette période. Le plus vieil ouvrage de littérature vieil-anglaise encore conservé est l'Hymne de Cædmon, qui a probablement été composé entre 658 et 680.
Presque tous les écrivains anglo-saxons sont anonymes : on connaît le nom de douze d'entre eux par des sources médiévales, mais seules quatre personnalités sont connues par les travaux vernaculaires qui leur sont attribués avec certitude : Cædmon, Bède, Alfred le Grand et Cynewulf. Cædmon est le plus ancien poète anglais dont le nom soit connu. Sa seule œuvre encore conservée est l'Hymne de Cædmon, qui date probablement de la fin du VIIe siècle. Il s'agit d'un des plus vieux exemples attestés de vieil-anglais et constitue, avec les inscriptions de la croix de Ruthwell et du coffret d'Auzon, l'un des candidats au titre de plus vieil exemple attesté de poésie vieil-anglaise. C'est aussi l'un des exemples les plus anciens de poésie dans une langue germanique qu'on ait conservé.

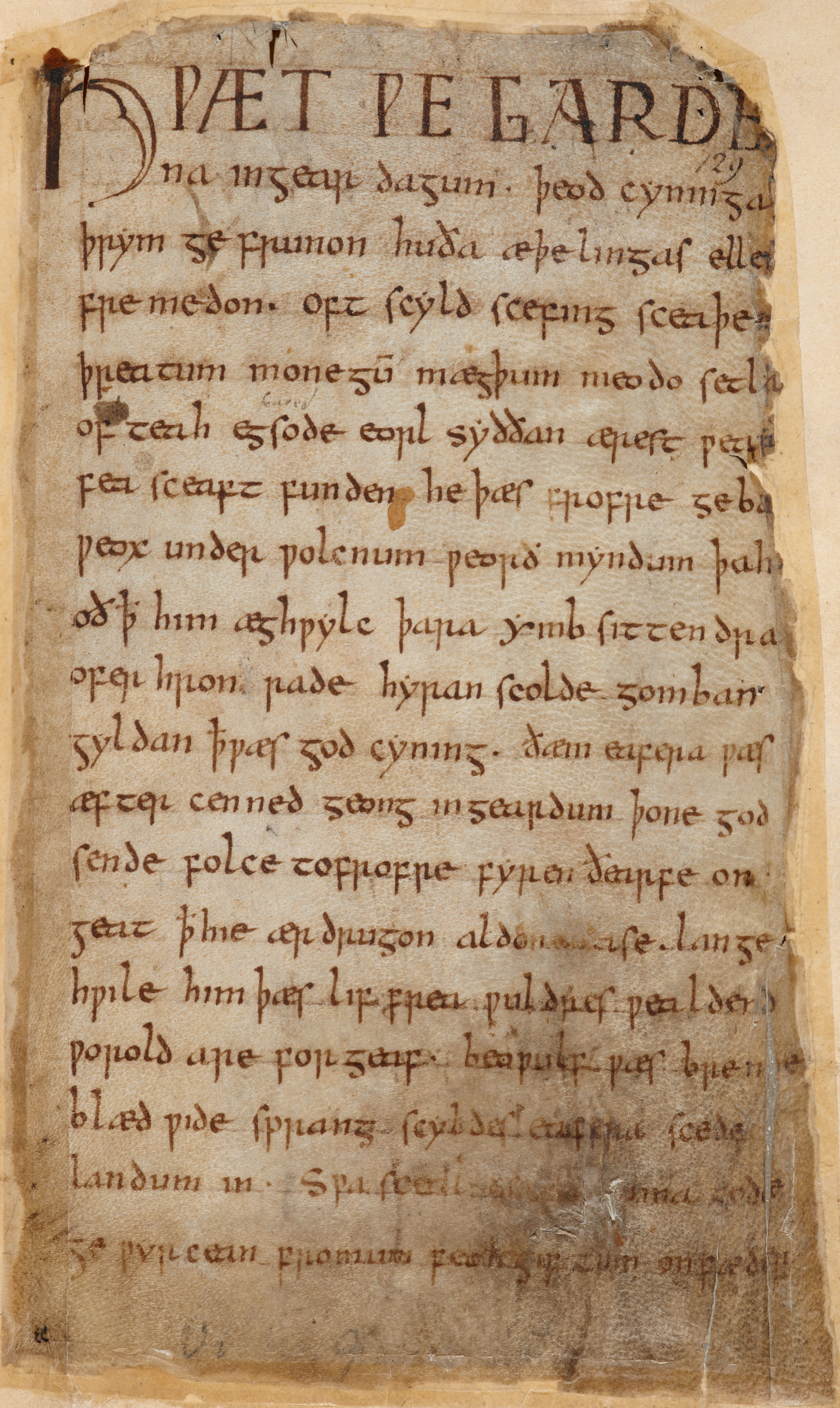
La première page du poème Beowulf, dans le Codex Nowell.

Le poème épique Beowulf est l'une des œuvres en vieil anglais les plus connues, à tel point qu'il est parvenu au statut d'épopée nationale en Angleterre, bien que son action se situe hors de son territoire. Beowulf, un héros goth, combat successivement trois adversaires : Grendel, la mère de Grendel et un dragon. Le seul manuscrit du poème ayant subsisté est le Codex Nowell : son âge précis est débattu, mais sa rédaction se situe probablement autour de l'an mille.
Les chroniques contiennent une variété de témoignages historiques et littéraires, dont l'un des exemples les plus notables est la Chronique anglo-saxonne. C'est une collection d'annales en vieil anglais qui raconte l'histoire des Anglo-Saxons. Neuf manuscrits sont encore conservées, intégralement ou en partie, bien qu'ils ne soient pas d'égale valeur historique et qu'aucun d'entre eux ne soit une version originale. Le plus vieux semble avoir été commencé vers la fin du règne d'Alfred au IXe siècle, alors que le plus récent a été écrit à la cathédrale de Peterborough en 1116. La quasi-intégralité du texte des Chroniques se présente sous la forme d'annales, par années. Les plus anciennes sont datées à - 60 av. J.-C. (la date des annales pour l'expédition de Jules César en Bretagne) et les plus récentes sont contemporaines de l'écriture de l’œuvre.
La Bataille de Maldon est le nom donné à un poème en vieil anglais dont la date de composition est inconnue et qui célèbre la véritable bataille de Maldon, en 991, où les Anglo-Saxons ont échoué à empêcher une invasion viking. Seuls 325 vers du poème sont encore conservés, le début et la fin en ont été perdus.
Les Anglo-Saxons sont convertis au christianisme après leur arrivée en Angleterre. Un poème populaire, Le Rêve de la Croix, est inscrit sur la croix de Ruthwell. Judith est une version du récit biblique du Livre de Judith, dans lequel l'héroïne Judith décapite le général assyrien Holopherne pour sauver le peuple juif d'une invasion. La Old English Martyrology est une collection mercienne d'hagiographies. Ælfric d'Eynsham est un auteur prolifique d'hagiographies et d'homélies au Xe siècle.
La poésie vieil-anglaise se partage essentiellement en deux styles principaux, le style héroïque germanique et le style chrétien. On analyse généralement la poésie vieil-anglaise comme une forme de poésie allitérative. Son système de versification est fondé sur les accents, l'allitération, le nombre de voyelles et l'accentuation syllabique. Chaque vers utilise l'une des cinq permutations possibles de la structure d'un vers de base. Ce système est hérité des langues germaniques plus anciennes, où il existe toujours sous une forme ou une autre.
Plusieurs poèmes en vieil anglais sont des adaptations de textes philosophiques de l'Antiquité Tardive. Le plus long est une traduction du Xe siècle de la Consolation de Philosophie de Boèce, contenue dans le manuscrit Cotton Otho A. vi. Peu après cette traduction en prose, la Consolation de Philosophie est adaptée sous forme de poèmes allitératifs sous le nom de Mètres de Boèce.

### Littérature médiévale tardive
La diversité linguistique des îles britanniques à la période médiévale contribue à l'originalité et au renouvellement de la littérature britannique, chacune des différentes langues produisant sa propre littérature.
La littérature en latin circule parmi les classes éduquées. Les travaux les plus importants de Giraud de Barri sont écrits dans cette langue et traitent du Pays de Galles et de l'Irlande. En particulier, Itinerarium Cambriae et Descriptio Cambriae sont écrits en latin vers la fin du XIIe siècle et fournissent de précieux renseignements sur l'histoire et la géographie du Pays de Galles.
Après la conquête normande de l'Angleterre en 1066, la littérature anglo-normande se développe en incorporant des genres littéraires d'Europe continentale, comme la chanson de geste. Ce développement indigène est plus rapide que la littérature d'oïl continentale : Geoffroy Gaimar a écrit la première chronique en vers; Benedeit le premier récit d'aventures inspiré de sources celtiques; Jourdain Fantosme la première historiographie basée sur des témoignages visuels ; Philippe de Thaon le premier document scientifique.
La littérature religieuse conserve sa popularité. On continue d'écrire, d'adapter et de traduire des hagiographies, comme la Vie Seinte Audree, la biographie contemporaine d'Anselme de Cantorbéry par Eadmer et le South English Legendary.
Le Roman de Fergus est la plus ancienne pièce de littérature vernaculaire non-celtique à être écrite en Écosse. À mesure que les nobles normands assimilent la culture indigène, ils commandent des versions écossaises de romances continentales populaires, comme Lancelot du Lac ou The Buik o Alexander.
Alors que des chroniqueurs comme Guillaume de Malmesbury et Henri de Huntingdon tentent de rassembler les informations historiques auxquelles ils ont accès dans des récits cohérents, d'autres auteurs prennent beaucoup de libertés avec leur matériau.

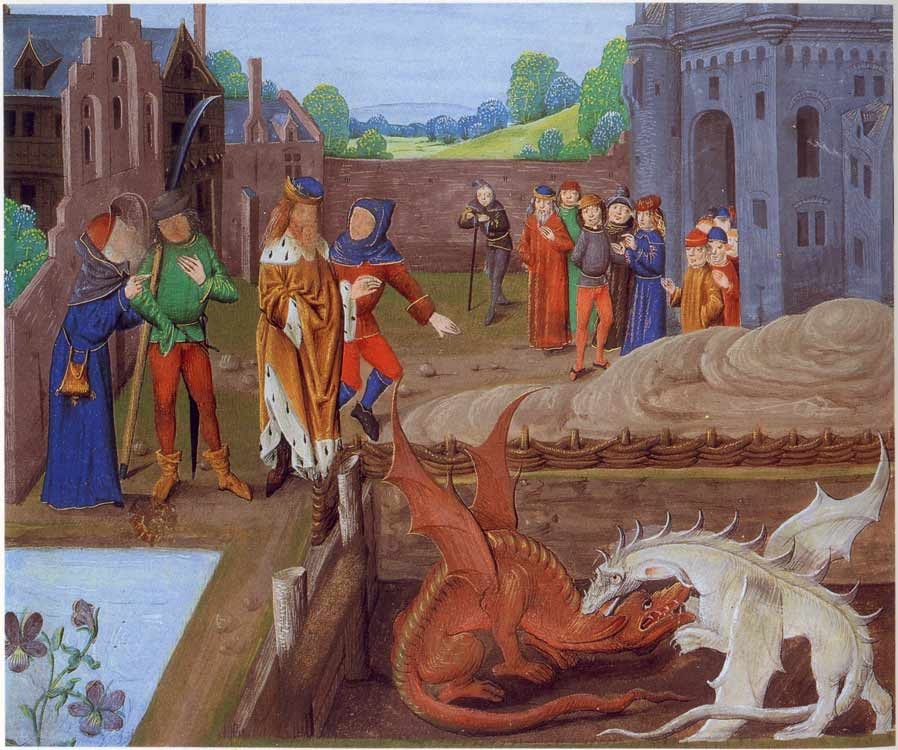
Enluminure d'un manuscrit du XV de lHistoria regum Britanniae de Geoffroy de Monmouth, montrant Vortigern et Ambroise Aurélien assistant au combat entre deux dragons.

Geoffroy de Monmouth est l'une des figures majeures du développement de l'histoire de Grande-Bretagne et de la popularisation de la légende du roi Arthur. Il est connu pour sa chronique Historia Regum Britanniae (Histoire des Rois de Bretagne) de 1136, qui fait connaître à un public large les sujets celtiques, comme le père d'Arthur Uther Pendagron, l'enchanteur Merlin et l'épée Caliburnus (nommée Excalibur dans certains manuscrits de Wace).
Culhwch ac Olwen est un conte gallois qui raconte l'histoire d'un jeune héros aidé par Arthur et ses chevaliers. Cest l'un des plus longs textes en prose gallois qu'on ait conservé. C'est peut-être le plus ancien récit arthurien encore conservé et l'un des plus vieux textes en prose du Pays de Galles encore en existence.
Le poète du XIIe siècle Wace (environ 1110 – après 1174), né à Jersey et élevé en Normandie, est considéré comme le fondateur de la littérature de Jersey et a contribué au développement de la légende arthurienne dans la littérature britannique. Son Roman de Brut, une adaptation de l'Historia Regum Britanniae de Geoffroy de Monmouth, fait entrer Arthur et sa Table Ronde dans la littérature et montre l'intérêt des patrons normands pour la mythification de la conquête anglo-normande de l'Angleterre. Son Roman de Rou place les ducs de Normandie dans un contexte épique.
La Prophétie de Merlin est un poème du XIIe siècle écrit en hexamètres latins par Jean de Cornouailles, qui prétend s'être basé sur un vieux manuscrit en cornique. Les notes dans les marges figurent parmi les traces de cornique les plus anciennes qu'on ait retrouvées.
Vers la fin du siècle, Layamon adapte en anglais le Roman de Brut de Wace. C'est la première œuvre en langue anglaise à mentionner la légende d'Arthur et des Chevaliers de la Table Ronde. C'est aussi la première historiographie écrite en anglais depuis la Chronique anglo-saxonne.
La Chronique des Rois d'Alba ou Chronique Écossaise est une brève chronique relatant les règnes des rois d'Alba. Elle a été écrite en hiberno-latin, mais le texte révèle une certaine connaissance de l'auteur de l'orthographe moyen-irlandaise et a probablement été assemblé au début du XIIIe siècle par l'auteur de De Situ Albanie. Le texte original a été écrit en Écosse, probablement au début du XIe siècle, peu après le règne de Kenneth II, le dernier règne auquel le texte fait référence. Il est possible que beaucoup plus de textes littéraires moyen-irlandais qu'on ne le pense généralement aient été écrits en Écosse médiévale, mais n'aient pas été conservés en raison de la disparition de l'institution littéraire gaélique dans l'est de l’Écosse avant le XIVe siècle. Thomas Owen Clancy a avancé l'hypothèse que le Lebor Bretnach, aussi appelé le « Nennius irlandais », a été écrit en Écosse, probablement dans un monastère à Abernethy, mais le texte n'existe encore que quand des manuscrits irlandais. Parmi les autres travaux littéraires encore conservés, on trouve l’œuvre prolifique du poète Gille Brighde Albanach. Vers 1218, Gille Brighde écrit le poème Heading for Damietta sur son expérience de la cinquième croisade. Le corpus le plus important de poésie médiévale gaélique écossaise, le Livre du doyen de Lismore, a été assemblé par les frères James et Donald MacGregor dans les premières décennies du XVIe siècle. Il contient de la poésie gaélique écossaise, mais aussi un grand nombre de poèmes composés en Irlande et de la prose écrite en scots et en latin. Les sujets incluent de la poésie d'amour, des ballades héroïques et de la philosophie. Le corpus est aussi remarquable par la présence de poésie écrite par au moins quatre femmes.

## La Renaissance (1485-1660)
La Renaissance en Angleterre et en Écosse commence à la fin du XVe siècle et se poursuit jusqu'au début du XVIIe siècle. À ce moment apparaît l'influence littéraire italienne en Grande-Bretagne : la forme du sonnet est introduite en anglais par Thomas Wyatt au début du XVIe siècle et développée par Henry Howard, comte de Surrey (1516-1547), qui introduit le vers blanc en Angleterre, avec sa traduction de l'Énéide de Virgile, vers 1540.
Le développement de l'imprimerie favorise la diffusion de la production littéraire en Grande-Bretagne et en Irlande. Le premier livre imprimé en anglais, intitulé Recuyell of the Historyes of Troye est une traduction du français vers l'anglais du Recueil des Histoires de Troyes de Raoul Lefèvre par William Caxton (1422-1492). Sa parution à l'étranger en 1473, est suivie par l'établissement de la première presse en Angleterre en 1474.

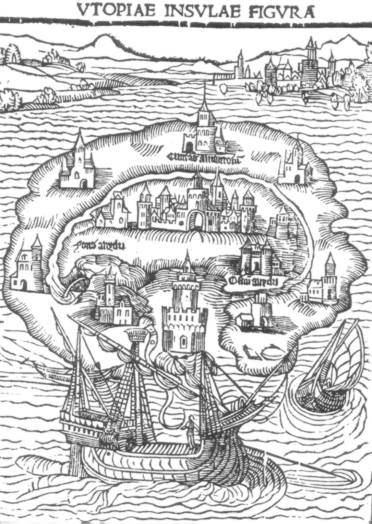
LUtopia de Thomas More, illustration d'une île imaginaire, 1516.

Le latin continue à être utilisé comme langue d'apprentissage longtemps après que la Réforme a établi les langues vernaculaires comme langues liturgiques pour les élites.
L'Utopie est une œuvre de fiction et de philosophie politique de Thomas More (1478-1535), publiée en 1516. Le livre, écrit en latin, est un récit-cadre décrivant principalement une société insulaire fictive, avec ses coutumes religieuses, sociales et politiques.

### Ères élisabéthaine et jacobéenne (1558-1625)

#### Ère élisabéthaine (1558-1603)

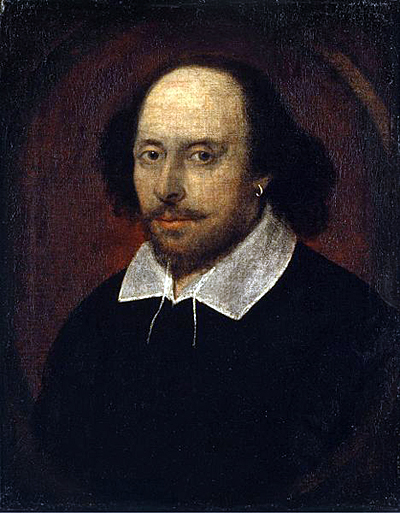
La carrière de William Shakespeare s'étend sur les deux dynasties Tudor et Stuart, faisant naître dans l'histoire anglaise l'idée impériale développée au cours du XVIIe siècle.

##### Poésie
À la fin du XVIe siècle, la poésie anglaise était caractérisée par un langage élaboré et de constantes allusions aux mythes classiques. Sir Edmund Spenser (1555-1599) est l'auteur de La Reine des fées, poème épique et allégorie fantastique célébrant la dynastie Tudor et la reine Élisabeth Ire. Parmi les œuvres de Sir Philip Sidney (1554-1586), poète, courtisan et soldat, figurent Astrophel et Stella, La défense de la poésie et Arcadia. Certains poèmes, mis en musique par Thomas Campion entre autres, sont devenus des chansons populaires.

##### Théâtre
Pendant le règne d'Élisabeth Ire (1558-1603), puis de Jacques Ier (1603-1625), une culture centrée sur Londres, à la fois courtoise et populaire, produisit un grand développement de la poésie et du drame. Les auteurs anglais étaient intrigués par le modèle italien : une communauté notable d'acteurs italiens s'était installée à Londres. Le linguiste et lexicographe John Florio (1553-1625), dont le père était italien, professeur de langue à la cour de Jacques Ier, et un possible ami de William Shakespeare, avait apporté en Angleterre une connaissance de la langue et de la culture italiennes. Il était aussi le traducteur de Montaigne en anglais. Parmi les premières pièces élisabéthaines figurent Gorboduc (1561), de Sackville et Norton, et la Tragédie espagnole (1592) de Thomas Kyd (1558-94). Très populaire et influente en son temps, cette Spanish Tragedy a établi un nouveau genre dans le théâtre littéraire anglais, le jeu de la vengeance ou tragédie de la vengeance. Jane Lumley (1537-1578) fut la première à traduire Euripide en anglais. Sa traduction d'Iphigénie à Aulis est le premier travail dramatique connu d'une femme dans la littérature anglaise.
William Shakespeare (1564-1616) se distingue durant cette période comme un poète et dramaturge inégalé, composant des pièces dans une variété de genres touchant aussi bien à l'histoire, la tragédie, la comédie ou la tragi-comédie. Les œuvres écrites à l'époque élisabéthaine comprennent la comédie Twelfth Night, la tragédie d'Hamlet ou encore Henry IV, 1re partie.

#### Ère jacobéenne (1603-1625)

##### Théâtre
La carrière de Shakespeare a continué pendant le règne du roi Jacques Ier. Au début du XVIIe siècle, il a écrit les prétendues pièces à problèmes, comme Measure for Measure, ainsi qu'un certain nombre de ses tragédies les plus connues, comme Le Roi Lear et Antoine et Cléopâtre. Les trames des tragédies de Shakespeare s'articulent souvent sur des erreurs ou des fautes fatales qui renversent l'ordre et détruisent le héros et ceux qu'il aime. Dans sa période finale, Shakespeare s'est tourné vers la romance ou la tragi-comédie, composant des pièces majeures, comme La Tempête (The Tempest). Moins sombres que les tragédies, ces quatre pièces sont d'une tonalité plus grave que les comédies des années 1590, mais elles se terminent par la réconciliation et le pardon d'erreurs potentiellement tragiques.
Christopher Marlowe (1564-1593), Thomas Dekker (vers 1572-1632), John Fletcher (1579-1625) et Francis Beaumont (1584-1616) sont d'autres figures importantes du théâtre élisabéthain. Le sujet de Marlowe est différent de celui de Shakespeare, car il se concentre plus sur le drame moral de l'homme de la Renaissance que sur d'autres thèmes. Sa pièce, Doctor Faustus (vers 1592), traite d'un savant et magicien qui vend son âme au diable. Beaumont et Fletcher sont moins connus, mais ils ont peut-être aidé Shakespeare à écrire certains de ses meilleurs drames, et il est certain qu'ils étaient populaires à cette époque. La comédie de Beaumont, Le Chevalier du pilon brûlant (The Knight of the Burning Pestle), 1607, fait une satire de la classe moyenne montante, surtout des nouveaux riches.
Après la mort de Shakespeare, le poète et dramaturge Ben Jonson (1572-1637) fut la principale figure littéraire de l'ère jacobéenne. L'esthétique de Jonson fait référence au Moyen Âge et ses personnages incarnent la théorie des humeurs, basée sur une théorie médicale contemporaine, bien que les types de la littérature latine aient eu une égale influence. Les pièces principales de Jonson sont Volpone (1605 ou 1606) et Bartholomew Fair (1614).
Un style populaire du théâtre pendant l'ère jacobéenne était le jeu de la vengeance, qui avait été popularisé plus tôt dans l'ère élisabéthaine par Thomas Kyd (1558-1594), et sera ensuite développé par John Webster (1578-1632) au XVIIe siècle. Les pièces les plus célèbres de Webster sont The White Devil (1612) et The Duchess of Malfi (1613). Il y eut d'autres tragédies de vengeance, comme The Changeling, pièce écrite par Thomas Middleton et William Rowley.

##### Poésie
Shakespeare a également popularisé le sonnet anglais, qui a apporté des modifications significatives au modèle de Pétrarque. Un recueil de 154 sonnets, traitant de thèmes tels que la fuite du temps, l'amour, la beauté et la mortalité, a d'abord été publié en 1609.

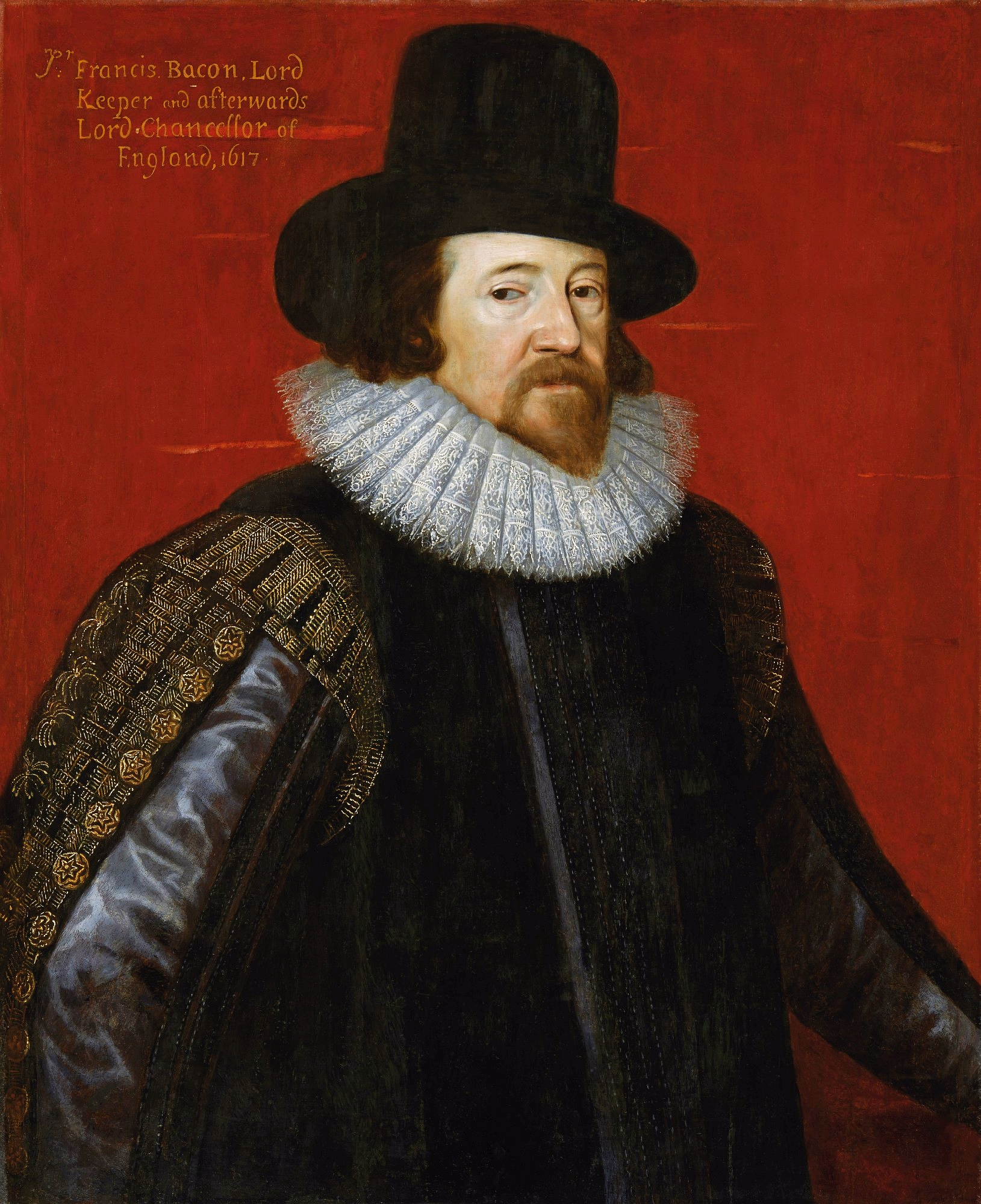
Francis Bacon

Outre Shakespeare, les principaux poètes du début du XVIIe siècle étaient les poètes métaphysiques John Donne (1572-1631) et George Herbert (1593-1633). Influencée par le baroque continental, mêlant l'érotisme et la mystique chrétienne, la poésie métaphysique de Donne fait usage d'éléments non conventionnels ou non poétiques, comme une boussole ou un moustique, pour créer des effets de surprise.
George Chapman (? 1559-? 1634) est un auteur dramatique à succès dont on se souvient surtout pour sa traduction, en 1616, de l’Iliade et de l’Odyssée en vers anglais. Cette première traduction complète de l'épopée homérique a eu une profonde influence sur la littérature en langue anglaise.

##### Prose
Le philosophe Sir Francis Bacon (1561-1626) est l'auteur du roman utopique La Nouvelle Atlantide (New Atlantis)  : c'est lui qui a inventé l'expression « Le Savoir est le Pouvoir » (Knowledge is Power).
Francis Godwin, dans L'Homme dans la Lune (The Man in the Moone), 1638, raconte un voyage imaginaire sur la Lune, considéré comme le premier ouvrage de science-fiction dans la littérature anglaise.
Lors de la Réforme, la traduction de la liturgie et de la Bible en langues vernaculaires fournit de nouveaux modèles littéraires. Le Livre de la Prière Commune (1549) et la version King James autorisée de la Bible ont été extrêmement influents. La King James Bible, l'un des plus grands projets de traduction de l'histoire de l'anglais à ce jour, a été lancée en 1604 et achevée en 1611. Elle représente l'aboutissement d'une tradition de traduction de la Bible en anglais à partir des langues originales qui a pour point de départ le travail de William Tyndale (les traductions précédentes en anglais s'étaient appuyées sur la Vulgate). Cette traduction est devenue la Bible standard de l'Église d'Angleterre, que certains considèrent comme l'une des plus grandes œuvres littéraires de tous les temps.

### La Renaissance tardive, sous CharlesIer(1625-1660)

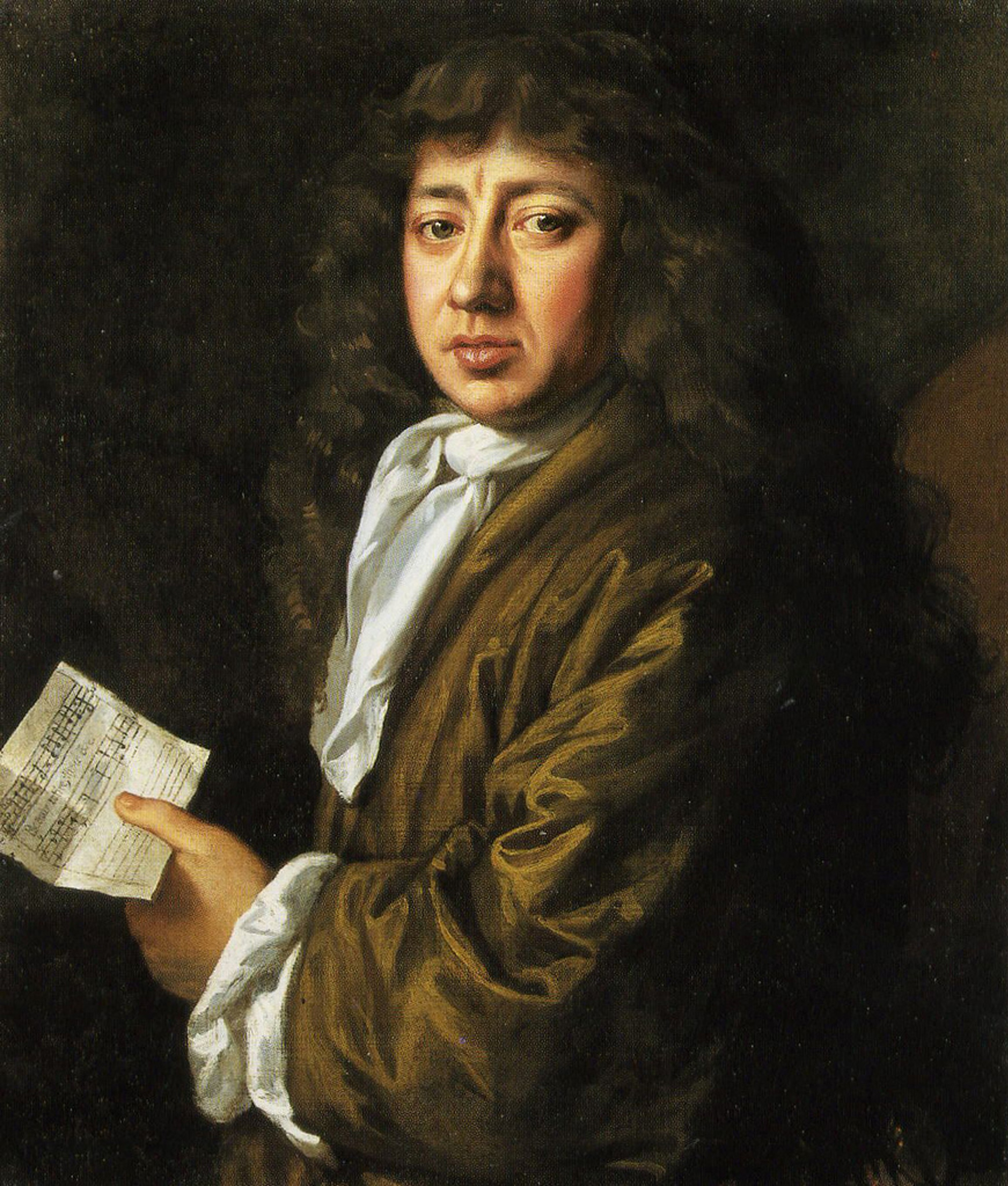
Samuel Pepys

Les poètes métaphysiques ont continué à écrire durant cette période. John Donne et George Herbert moururent après 1625, mais il y eut une seconde génération de poètes métaphysiques, composée d'Andrew Marvell (1621-1678), Thomas Traherne (1636-1674) et Henry Vaughan (1622-1695). Leur style était caractérisé par l'esprit et les propos métaphysiques émaillés de comparaisons ou métaphores inhabituelles, comme cette comparaison d'Andrew Marvell de l'âme avec une goutte de rosée, ou la description par Donne des effets de l'absence sur les amants comparée aux mouvements contrariés des aiguilles d'une paire de boussoles.
Un autre groupe important de poètes à cette époque étaient les poètes Cavaliers. Ce groupe d'écrivains venait des classes qui, pendant les guerres des Trois Royaumes (1639-51), avaient soutenu le roi Charles Ier, qui a régné de 1625 jusqu'à son exécution en 1649. Les plus connus des poètes Cavaliers sont Robert Herrick, Richard Lovelace, Thomas Carew et Sir John Suckling. Ils n'étaient pas un groupe formel, mais tous ont été influencés par Ben Jonson. La plupart des poètes Cavaliers étaient des courtisans, avec des exceptions notables. Par exemple, Robert Herrick n'était pas un courtisan, mais son style le désigne comme un poète Cavalier. Les œuvres des Cavaliers font usage de l'allégorie et des allusions classiques, et sont influencées par des auteurs latins comme Horace, Cicéron et Ovide.

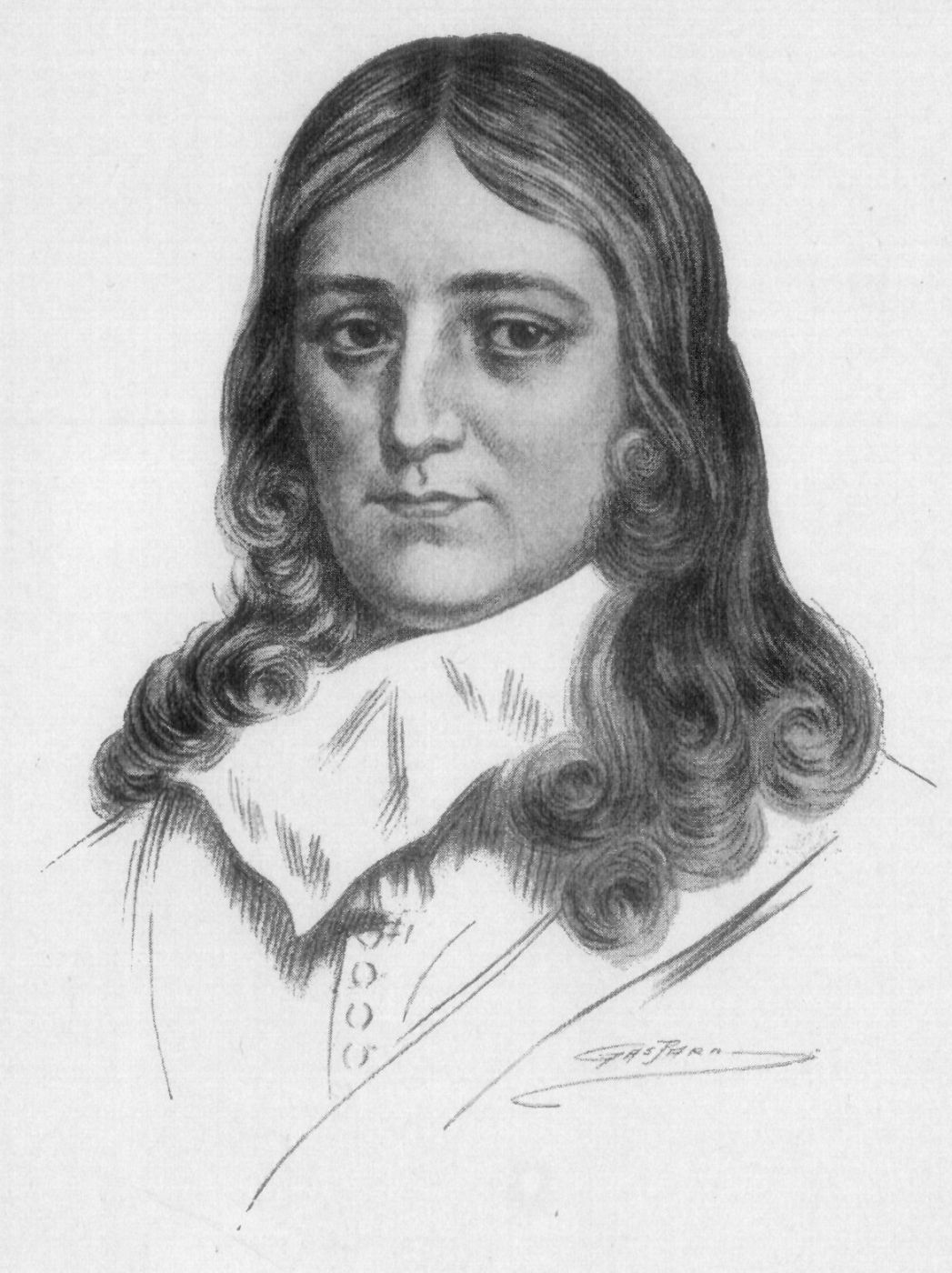
John Milton

John Milton (1608-74) est l'un des plus grands poètes anglais. Il a écrit à une époque de flux religieux et de bouleversements politiques. Il est généralement considéré comme le dernier grand poète de la Renaissance anglaise, bien que ses principaux poèmes épiques aient été écrits dans la période de la Restauration, comme Paradis perdu (Paradise Lost), 1671. Parmi les poèmes importants que Milton écrivit durant cette période figurent L'Allegro, 1631 ; Il Penseroso, 1634 ; Comus (un masque), 1638 ; Lycidas, (1638). Ses œuvres majeures ultérieures sont : Paradise Regained, 1671 ; Samson Agonistes, 1671. Les œuvres de Milton reflètent des convictions personnelles profondes, une passion pour la liberté et l'autodétermination, ainsi que les problèmes urgents et les troubles politiques de son époque. Écrivant en anglais, en latin et en italien, il a acquis une renommée internationale durant sa vie, et ses célèbres Areopagitica (1644), publiés malgré la condamnation de la censure préalable, restent parmi les écrits les plus influents et les plus passionnés en faveur de la liberté d'expression et de la liberté de la presse. La biographie de William Hayley, en 1796, le cite comme le plus grand auteur anglais, et il reste généralement considéré comme l'un des auteurs éminents de la langue anglaise.

## Période néoclassique: 1660-1798

### La Restauration :1660-1700
Littérature de la Restauration anglaise

### L'époque georgienne: 1700-1750

#### L’invention de la littérature britannique
L'unification des parlements d'Écosse et d'Angleterre en 1707 pour former un seul Royaume de Grande-Bretagne et la création d'un état commun par les Actes d'Union ont très peu d'impact sur la littérature anglaise. La situation en Écosse est différente : le désir de maintenir une identité culturelle tout en jouissant des avantages du marché littéraire anglais et de son langage littéraire ont conduit à ce qui a été décrit par les auteurs écossais comme "l'invention de la littérature britannique".

#### La poésie georgienne
Le plus célèbre poète de cette période est Alexander Pope (1688-1744), dont les œuvres principales sont La boucle de cheveux enlevée (1712, rallongée en 1714), une traduction de l' Iliade (1715-1720), une traduction de l' Odyssée (1725-1726) et La Dunciade (1728-1743). Depuis sa mort, l'œuvre de Pope a constamment été réévaluée. Ses artifices, sa rythmique stricte ou même la cruauté de sa satire étaient un objet de dérision pour les poètes romantiques. Il fut à nouveau reconnu à partir des années 1930. Aujourd'hui, Pope est considéré comme le poète majeur de son siècle, un modèle pour l'élégance de sa prose, son esprit piquant et sa force morale. La boucle de cheveux enlevée et La Dunciade sont des œuvres maîtresses du genre mock-epic.
C'est aussi à cette période que le poète James Thomson (1700-1748) compose ses mélancoliques Saisons (1728-1730) et Edward Young (1681-1765) ses Night-Thoughts (1742).

### Les racines du romantisme: 1750-1798
La seconde moitié du XVIIIe siècle est parfois appelée l' « Âge de Johnson ». Samuel Johnson (1709-1784), surnommé aussi Dr Johnson était un auteur anglais. Il contribua grandement à la littérature anglaise à la fois en tant que poète, essayiste, moraliste, critique littéraire, biographe, éditeur et lexicographe. Il fut décrit comme : « probablement le plus distingué des hommes de lettres de l'histoire de l'Angleterre. » Après neuf années de travail, il publia Dictionary of the English Language en 1755. Cet ouvrage eut un effet considérable sur l'anglais moderne et fut décrit comme "l'un des plus grands exploits individuels de l'érudition". Par ses travaux (le Dictionnaire, son édition de The plays of William Shakespeare (1765), et en particulier Lives of the poets (1779-81), il contribua à inventer ce qu'on appelle aujourd'hui la littérature britannique.
Le XVIIIe siècle vit l'apparition de trois grands auteurs irlandais : Oliver Goldsmith (1728-1774), Richard Brinsley Sheridan (1751-1816), et Laurence Sterne (1713-1768). Goldsmith s'installe à Londres en 1756, où il publie Le curé de Wakefield (1766), le poème Le village abandonné ainsi que deux pièces The Good Natur'd Man (1768) et She Stoops to Conquer (1773). Sheridan est né à Dublin, mais sa famille émigre en Angleterre dans les années 1750. Sa première pièce de théâtre, The Rivals (1775), jouée à Covent Garden, est un succès immédiat. Il devint l'un des plus grands auteurs de théâtre de la fin du 18e avec L'école de la Médisance et The Critic. Sterne publie son célèbre roman Tristam Shandy en plusieurs parties entre 1759 et 1767.

## Littérature duXIXesiècle
- Voir : Littérature britannique de langue anglaise au XIXe siècle

### La littérature victorienne: 1837-1901

#### La fiction victorienne

##### Le roman
- Roman victorien (en)
  - Charles Dickens (1812–1870)
  - Famille Brontë
  - Anthony Trollope (1815-1882)
  - George Eliot (1819-1880)
  - Thomas Hardy (1840-1928)

#### La poésie victorienne
- Poésie de l'époque victorienne (en)

#### Le théâtre victorien
- Théâtre de l'époque victorienne (en)
- Theatres Act 1843 (en) (Loi de 1843 sur les théâtres)

## Poésie
- Poésie anglaise (à retravailler, ou basculer sur la version anglophone)
- Poésie britannique (rubriques)
- Poésie irlandaise
- Poésie écossaise (en), Littérature écossaise
- Poésie galloise (en), Littérature galloise
- Poésie en d'autres langues : jersiais, guernesiais, sercquiais, cornique, mannois...
- Journée nationale de la poésie (en) (depuis 1994)

## Théâtre
- Théâtre au Royaume-Uni (en)
  - Théâtre élisabéthain (1500-1660)
  - Théâtre de l'ère caroline (en) (1625-1649)
  - Comédie de la Restauration anglaise (1660-1710)
  - Théâtre patenté : King's Company, Duke's Company, United Company, Theatre Royal Haymarket
  - Licensing Act (1737) (Loi de 1737 sur la censure des théâtres), Théâtre légitime (en), Théâtre à Jersey
  - Penny gaff (en) (gaffe à un penny, bêtise à un sou, divertissement populaire, souvent en arrière-salle de pub)
  - Théâtre anglais de l'ère victorienne (en) (1837-1901)
  - Theatres Act 1843 (en) (Loi de 1843 sur les théâtres)
  - Well-made play (en) (Pièce bien faite) : Tom Taylor, Edward Bulwer-Lytton, Thomas William Robertson, Dion Boucicault, William S. Gilbert, George Bernard Shaw, Arthur Wing Pinero
  - Samuel Beckett (1906-1989)
  - Kitchen sink realism (en) (années 1950-60) : John Osborne, Shelagh Delaney, Arnold Wesker
  - Robert Bolt (1924-1995)
  - Harold Pinter (1930-2008), Michael Frayn (1933-), Edward Bond (1934-), Tom Stoppard (1937-), Caryl Churchill (1938-), Alan Ayckbourn (1939-)
  - Théâtre « In-Yer-Face » (années 1990), Patrick Marber (1964-), Mark Ravenhill (1966-), Anthony Neilson (en) (1967-), Sarah Kane (1971-1999)
- Théâtre britannique (rubriques), théâtre écossais (en), théâtre irlandais, théâtre gallois (en)
- Dramaturges anglais, dramaturges écossais, dramaturges gallois (en), dramaturges mannois (en)
- Liste de dramaturges britanniques depuis 1950 (en)
- Metteurs en scène britanniques
- Pièces de théâtre britanniques (> 900)
- Liste des théâtres au Royaume-Uni (en)
- Festivals de théâtre au Royaume-Uni (en)
- Écoles de formation dramatique au Royaume-Uni (en)
- Distinctions pour le théâtre au Royaume-Uni (en)
- Compagnies théâtrales au Royaume-Uni (en)
- Pièces de théâtre des mummers

## Édition
- Maisons d'édition ayant leur siège au Royaume-Uni
- Maisons d'édition universitaire ayant leur siège au Royaume-Uni
- Éditeurs britanniques
- Colette Hulot, L'édition au Royaume-Uni, étude, mars 2017

## Institutions littéraires en Grande-Bretagne
- Prix littéraires au Royaume-Uni
- Liste de prix littéraires britanniques (en)
- Revues littéraires au Royaume-Uni
- Liste d'agences d'agents littéraires au Royaume-Uni (en)
- Organisations d'écrivains britanniques (en)
- Liste des principales maisons d'édition au Royaume-Uni (en)

## Autres langues
- Littérature du Royaume-Uni en d'autres langues que l'anglais (en)
- Littérature anglo-latine (600-1800)
- Littérature vieil-anglaise (450-1066)
- Littérature norroise (800-1350, dans les zones d'influence dano-norvégienne viking)
- Littérature anglo-normande (1066-1204)
- Première littérature juive anglaise (en) (1100-1290)
- Littérature moyen-anglaise (en) (en moyen anglais, 1066-1500)
- Littérature cornique (en), en langue cornique (celtique britonnique de Cornouailles)
- Littérature écossaise
- Littérature galloise, Littérature celtique galloise
- Littérature irlandaise, Littérature de l'Irlande du Nord (en)
- Littérature mannoise (en) (en mannois, Île de Man)
- Domaine anglo-normand : auregnais (Aurigny), sercquiais (Sercq)
  - Littérature jersiaise (en) (en jersiais, Jersey)
  - Littérature guernesiaise (Guernesey), Georges Métivier (1790-1881), Dictionnaire Franco-Normand (1870)